# Fotografia movimentista

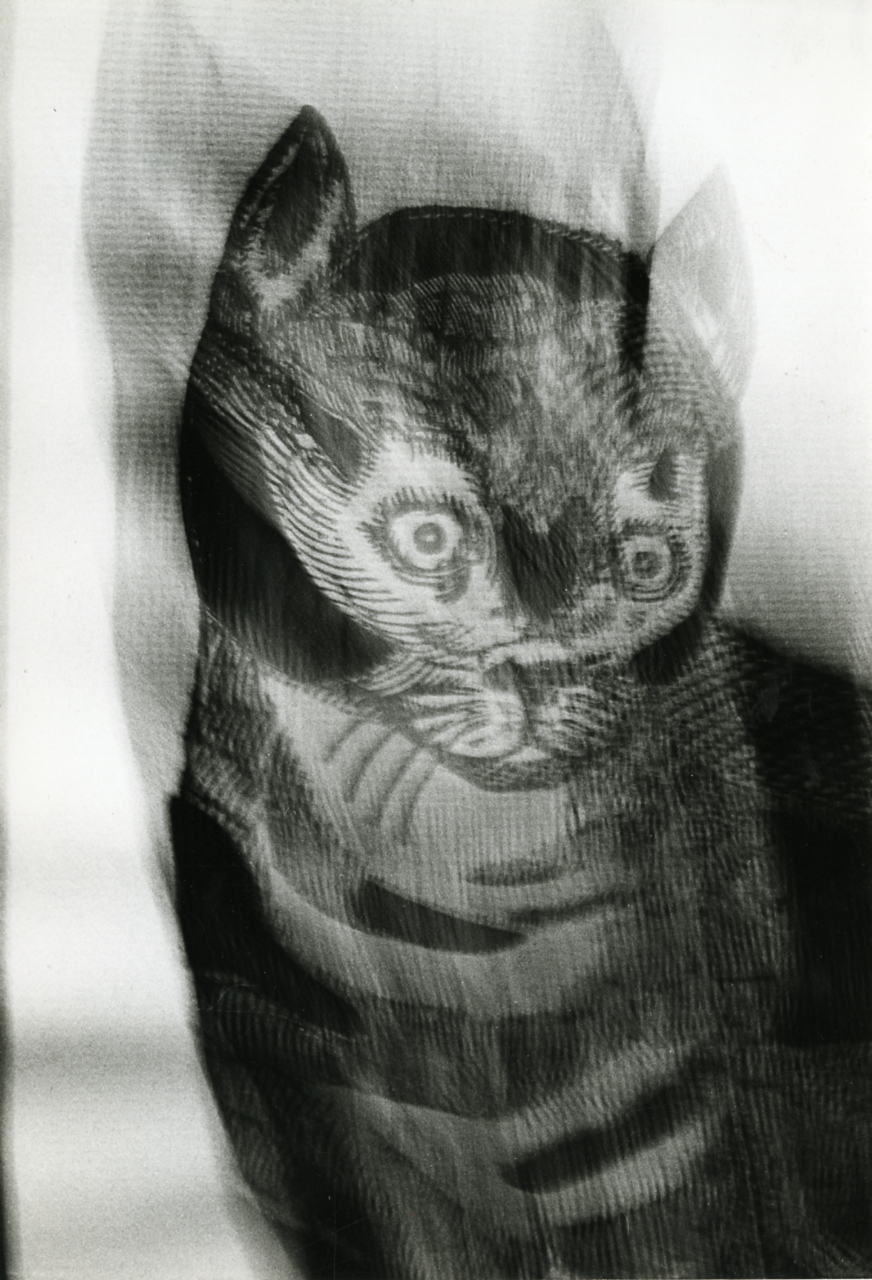
Foto mossa di Paolo Monti

Una fotografia mossa può essere il risultato di un errore oppure il prodotto di un'intenzione. Se in uno scatto il risultato del movimento del soggetto o della macchina fotografica produce come risultato un'immagine artistica, allora siamo in presenza di una fotografia movimentista o mosso artistico. Lo scopo della fotografia movimentista si può riassumere nell'intento di creare un'immagine artistica ed emotiva con il solo scatto della fotocamera, analogica o digitale, senza ricorrere a manipolazioni ottiche in fase di ripresa o pittoriche in fase di post-produzione. 
Il primo rappresentante di questa corrente è Anton Giulio Bragaglia che, consegnando importanti contributi alla pittura futurista, nel suo saggio "Fotodinamismo futurista" del 1913 chiarisce che: “ È necessario principalmente distinguere tra dinamismo e dinamismo. Vi è il dinamismo effettivo, realistico, degli oggetti in evoluzione di moto reale – che per maggior precisione, dovrebbe essere definito movimentismo – e v'è il dinamismo virtuale degli oggetti in statica del quale si interessa la Pittura Futurista. Il nostro è movimentismo …”. La Fotodinamica dei fratelli Bragaglia aveva infatti come ” .. scopo il ricordo della sensazione dinamica di un movimento e la sua sagoma scientificamente fedele, anche nella dematerializzazione ..”
Il termine “movimentista” è stato poi usato da Ando Gilardi nel suo articolo pubblicato su Photo 13 del 1974 con l'intento di attribuire dignità artistica a una corrente fotografica che, nata nel futurismo, era stata avversata proprio dai futuristi. 
Nella seconda metà del Novecento altri fotografi come Paolo Monti, Ernst Hass e Giacomo Bucci, hanno raccolto l'eredità di Bragaglia interessandosi alla ricerca del Mosso creativo con l'intento di rappresentare in fotografia l'espressività dinamica di un soggetto.
Paolo Monti ha lavorato su temi paesaggistici e ritrattistici, esplorando anche temi astratti come la fotografia movimentista.
Ernst Hass, importante fotografo di reportage, ha sperimentato la fotografia movimentista utilizzando soprattutto il colore.
Giacomo Bucci negli anni settanta del Novecento ha dedicato tutto il suo interesse alla programmazione del mosso, continuando poi la ricerca fotografica movimentista nei primi anni Duemila.